# Stazione meteorologica di Guardiavecchia

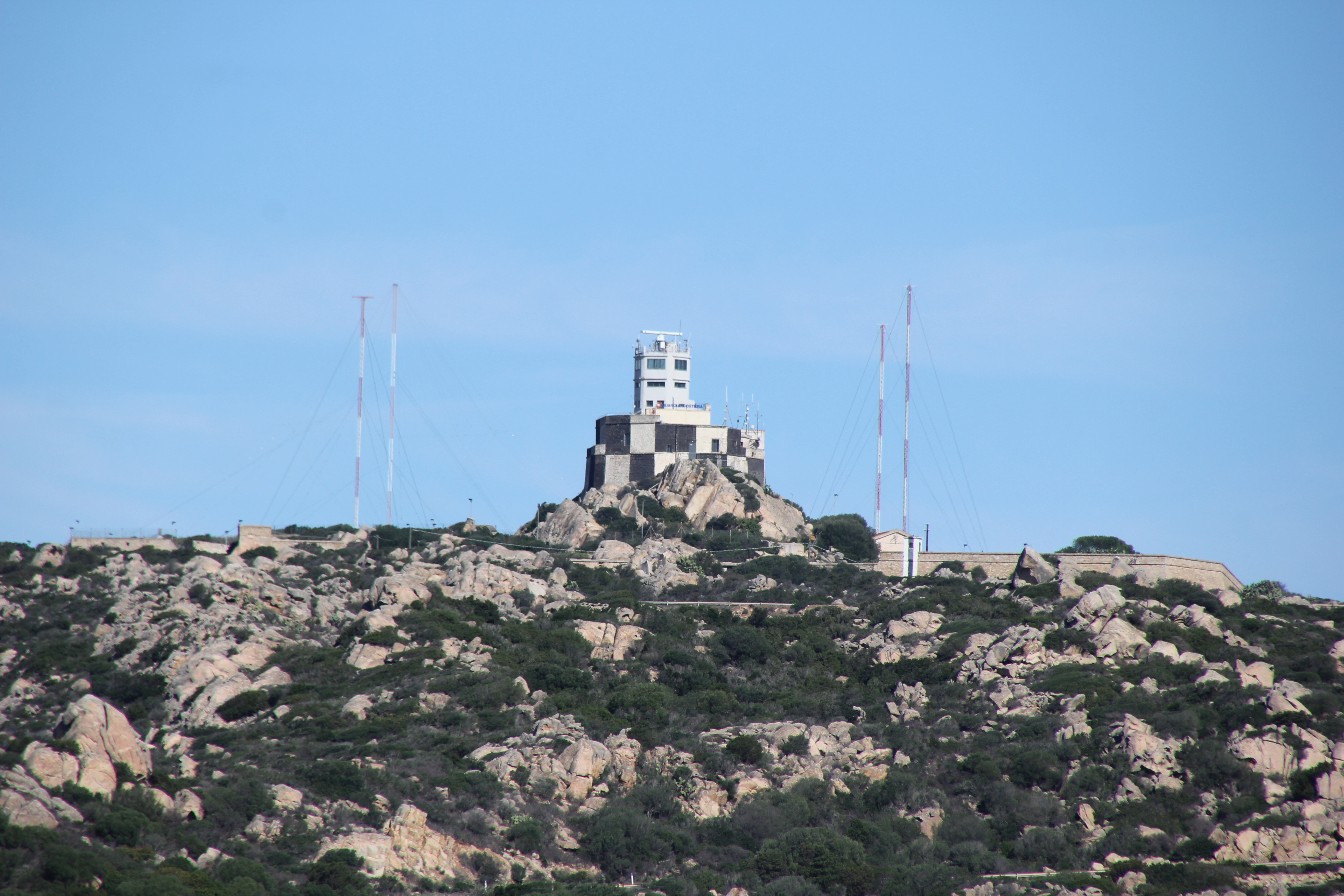

La stazione meteorologica di Guardiavecchia (in gallurese: Stazzioni meteorològhjca di Guardiavecchja) è la stazione meteorologica di riferimento per il servizio meteorologico dell'Aeronautica Militare e per l'Organizzazione meteorologica mondiale, relativa all'arcipelago di La Maddalena.

## Caratteristiche
La stazione meteorologica del Servizio meteorologico dell'Aeronautica Militare, attiva dal 1924 come stazione meteomarina, si trovava nell'Italia insulare, in Sardegna, in provincia di Sassari, nel comune di La Maddalena, presso il semaforo marittimo di Guardiavecchia a 159 metri s.l.m. e alle coordinate geografiche 41°13′21.65″N 9°23′55.58″E.
Attualmente il sito è gestito dal Corpo delle capitanerie di porto - Guardia costiera che ne ha fatto la sede del V.T.S. "Bonifacio Traffic" per il monitoraggio del traffico marittimo e della Sala Operativa per la gestione delle emergenze in mare.

## Medie climatiche ufficiali

### Dati climatologici 1961-1990
La media trentennale 1961-1990 indica una temperatura media del mese più freddo, gennaio, di +10,5 °C ed una temperatura media del mese più caldo, agosto, di +23,5 °C. Nel medesimo trentennio, la temperatura minima assoluta ha toccato i -3,0 °C nel gennaio 1963 mentre la massima assoluta ha raggiunto i +39,2 °C nel luglio 1983.
La nuvolosità media annua si attesta a 3,7 okta, con minimo di 1,6 okta a luglio e massimo di 4,7 okta a febbraio.
Le precipitazioni medie annue sono inferiori ai 500 mm, mediamente distribuite in 61 giorni, con un modesto picco autunnale ed un prolungato minimo tra la primavera e l'estate  .
| Guardiavecchia (1961-1990)  | Mesi        | Mesi        | Mesi        | Mesi        | Mesi        | Mesi        | Mesi        | Mesi        | Mesi        | Mesi        | Mesi        | Mesi        | Stagioni | Stagioni | Stagioni | Stagioni | Anno  |
| Guardiavecchia (1961-1990)  | Gen         | Feb         | Mar         | Apr         | Mag         | Giu         | Lug         | Ago         | Set         | Ott         | Nov         | Dic         | Inv      | Pri      | Est      | Aut      | Anno  |
| --------------------------- | ----------- | ----------- | ----------- | ----------- | ----------- | ----------- | ----------- | ----------- | ----------- | ----------- | ----------- | ----------- | -------- | -------- | -------- | -------- | ----- |
| T. max. media (°C)          | 12,9        | 13,4        | 13,8        | 15,8        | 19,3        | 23,4        | 26,5        | 26,7        | 23,7        | 20,0        | 16,1        | 13,4        | 13,2     | 16,3     | 25,5     | 19,9     | 18,7  |
| T. min. media (°C)          | 8,0         | 7,9         | 8,8         | 10,4        | 13,5        | 17,0        | 19,6        | 20,2        | 18,2        | 15,1        | 11,4        | 8,8         | 8,2      | 10,9     | 18,9     | 14,9     | 13,2  |
| T. max. assoluta (°C)       | 20,2 (1962) | 20,8 (1978) | 19,4 (1962) | 24,0 (1962) | 28,4 (1986) | 33,6 (1965) | 39,2 (1983) | 33,8 (1963) | 33,0 (1987) | 29,6 (1990) | 26,2 (1963) | 22,0 (1989) | 22,0     | 28,4     | 39,2     | 33,0     | 39,2  |
| T. min. assoluta (°C)       | −3,0 (1963) | −0,4 (1965) | −0,8 (1971) | 4,2 (1973)  | 7,6 (1975)  | 10,0 (1969) | 14,2 (1969) | 13,6 (1977) | 11,4 (1963) | 5,0 (1974)  | 3,2 (1971)  | −0,6 (1961) | −3,0     | −0,8     | 10,0     | 3,2      | −3,0  |
| Nuvolosità (okta al giorno) | 4,5         | 4,7         | 4,6         | 4,2         | 3,7         | 2,9         | 1,6         | 2,1         | 3,0         | 3,8         | 4,5         | 4,6         | 4,6      | 4,2      | 2,2      | 3,8      | 3,7   |
| Precipitazioni (mm)         | 43,6        | 48,3        | 49,6        | 35,7        | 24,7        | 11,1        | 11,7        | 18,8        | 29,5        | 61,2        | 60,6        | 74,3        | 166,2    | 110,0    | 41,6     | 151,3    | 469,1 |
| Giorni di pioggia           | 7           | 7           | 7           | 5           | 4           | 2           | 1           | 2           | 4           | 6           | 8           | 8           | 22       | 16       | 5        | 18       | 61    |

### Dati climatologici 1951-1980
Nel trentennio 1951-1980 la temperatura media del mese più freddo, gennaio, è di circa +9,9 °C; quella del mese più caldo, agosto, è di circa +23,3 °C.
Nel medesimo trentennio, la temperatura minima assoluta ha toccato i -3,0 °C nel febbraio 1956 e nel gennaio 1963, mentre la massima assoluta ha fatto registrare i +35,5 °C nell'agosto 1956.
| Guardiavecchia (1951-1980) | Mesi        | Mesi        | Mesi        | Mesi        | Mesi        | Mesi        | Mesi        | Mesi        | Mesi        | Mesi        | Mesi        | Mesi        | Stagioni | Stagioni | Stagioni | Stagioni | Anno |
| Guardiavecchia (1951-1980) | Gen         | Feb         | Mar         | Apr         | Mag         | Giu         | Lug         | Ago         | Set         | Ott         | Nov         | Dic         | Inv      | Pri      | Est      | Aut      | Anno |
| -------------------------- | ----------- | ----------- | ----------- | ----------- | ----------- | ----------- | ----------- | ----------- | ----------- | ----------- | ----------- | ----------- | -------- | -------- | -------- | -------- | ---- |
| T. max. media (°C)         | 11,9        | 12,0        | 13,2        | 15,5        | 19,1        | 23,2        | 26,3        | 26,4        | 23,7        | 19,7        | 15,8        | 13,0        | 12,3     | 15,9     | 25,3     | 19,7     | 18,3 |
| T. min. media (°C)         | 7,8         | 7,8         | 8,6         | 10,4        | 13,4        | 17,0        | 19,6        | 20,1        | 18,2        | 15,0        | 11,5        | 9,0         | 8,2      | 10,8     | 18,9     | 14,9     | 13,2 |
| T. max. assoluta (°C)      | 20,2 (1962) | 21,0 (1955) | 21,9 (1952) | 24,0 (1962) | 28,0 (1979) | 33,6 (1965) | 34,6 (1968) | 35,5 (1956) | 31,0 (1970) | 27,8 (1964) | 26,2 (1963) | 21,4 (1961) | 21,4     | 28,0     | 35,5     | 31,0     | 35,5 |
| T. min. assoluta (°C)      | −3,0 (1963) | −3,0 (1956) | −0,8 (1971) | 4,2 (1973)  | 7,6 (1975)  | 10,0 (1969) | 13,5 (1948) | 13,6 (1977) | 11,0 (1955) | 4,5 (1956)  | 3,2 (1971)  | −0,6 (1961) | −3,0     | −0,8     | 10,0     | 3,2      | −3,0 |

## Valori estremi

### Temperature estreme mensili dal 1946 ad oggi
Nella tabella sottostante sono riportati i valori delle temperature estreme mensili dal 1946 ad oggi, con il relativo anno in cui sono state registrate. Nel periodo esaminato, la temperatura minima assoluta ha toccato i -3,0 °C nel febbraio 1956 e nel gennaio 1963, mentre la massima assoluta ha raggiunto i +39,5 °C nell'agosto 2017.
La stazione meteorologica è stata dismessa nel gennaio 1998, mentre dal 2006 è attiva nella medesima ubicazione una stazione meteorologica automatica dell’ARPAS (Agenzia Regionale per la Protezione dell’Ambiente della Sardegna).
Bensì mancano i dati del periodo compreso tra il 21 gennaio 1998 e il 31 dicembre 2011.
| Guardiavecchia (1946-2023) | Mesi        | Mesi        | Mesi        | Mesi        | Mesi        | Mesi        | Mesi        | Mesi        | Mesi        | Mesi        | Mesi        | Mesi        | Stagioni | Stagioni | Stagioni | Stagioni | Anno |
| Guardiavecchia (1946-2023) | Gen         | Feb         | Mar         | Apr         | Mag         | Giu         | Lug         | Ago         | Set         | Ott         | Nov         | Dic         | Inv      | Pri      | Est      | Aut      | Anno |
| -------------------------- | ----------- | ----------- | ----------- | ----------- | ----------- | ----------- | ----------- | ----------- | ----------- | ----------- | ----------- | ----------- | -------- | -------- | -------- | -------- | ---- |
| T. max. assoluta (°C)      | 20,2 (1962) | 21,5 (2014) | 21,9 (1952) | 24,6 (2018) | 28,4 (1986) | 34,3 (2019) | 39,2 (1983) | 39,5 (2017) | 33,0 (1987) | 29,6 (1990) | 26,4 (2016) | 22,0 (1989) | 22,0     | 28,4     | 39,5     | 33,0     | 39,5 |
| T. min. assoluta (°C)      | −3,0 (1963) | −3,0 (1956) | −0,8 (1971) | 3,9 (2021)  | 6,0 (1987)  | 10,0 (1969) | 13,8 (1948) | 13,6 (1977) | 11,0 (1955) | 4,5 (1956)  | 3,2 (1971)  | −0,6 (1961) | −3,0     | −0,8     | 10,0     | 3,2      | −3,0 |